# Anne Frances Byrne
Anne Frances Byrne (1775-1837) fue una pintora de acuarela británica. Sus motivos de estudio fueron principalmente pájaros, frutas y flores pintadas en un estilo realista. Byrne provenía de una familia de artistas y ocasionalmente chocó con sus contemporáneos y se enfrentó a críticas debido al sexismo que predominaba entre artistas y pintores de su época. 

## Vida y familia

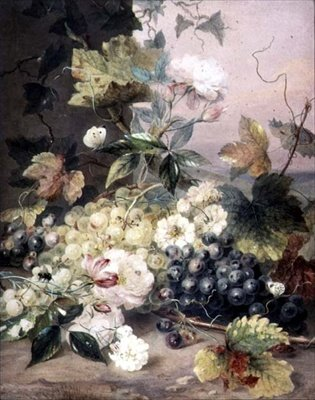
Rosas y uvas

Anne Frances Byrne nació en 1775 en Londres. Su padre era William Byrne, un distinguido grabador especializado en paisajes. Anne era la mayor de sus tres hermanos, todos ellos se convirtieron en artistas. Mary Byrne Green fue la segunda hermana mayor de Byrne. Fue estudiante de pintura suiza y se especializó en paisajes pintados en miniatura. Letitia Byrne era la hermana más joven de Byrne, y se hizo popular por sus aguafuertes y grabados, un oficio que William Byrne enseñó a sus hijos. Su trabajo también se centró en paisajes. John Byrne, el más joven de los cuatro, también se especializó en pinturas de paisajes, aunque su medio preferido era la acuarela. Anne Frances Byrne y sus hermanos crecieron ayudando en la tienda de grabados de su padre y aprendieron de él distintas técnicas artísticas antes de irse a estudiar con maestros. Anne Frances Byrne murió en enero de 1837 a los 62 años. 

## La Academia
Byrne comenzó a pintar al óleo al principio de su carrera, pero luego pasó a las acuarelas. Expuso su primera pieza, una pintura de frutas, en 1796 a los 21 años. Tenía una relación difícil con la Academia, debido al sexismo que predominaba en el mundo del arte y en la sociedad de la época. Esta relación hizo que Byrne no pudiese decidir si continuar o no siendo parte de la Academia. La artista británica se convirtió en miembro de pleno derecho de la Royal Watercolour Society en 1809, retiró su membresía en 1813, se reincorporó en 1821 y se fue nuevamente en 1834. Harriet Gouldsmith, un artista contemporáneo de Byrne, escribió que cuando se elogiaba el arte de la época, "el mayor elogio otorgado [y] exhibido públicamente se retraía en gran medida cuando se pensaba que la imagen era obra de una mujer". Aunque Gouldsmith escribió sobre el trabajo de Anne Frances Byrne, esta era una experiencia generalizada entre las mujeres del mundo del arte en ese momento. El efecto de esto aún se nota hoy en día por la falta de documentación de Anne Frances Byrne y de sus contemporáneas. En esa época, las obras de mujeres a menudo eran menos respetadas, simplemente por el género de la artista y no por el mérito de la obra en sí. 

## Trabajos notables
Las siguientes obras fueron expuestas en la Royal Society of British Artists y la Royal Watercolour Society. Byrne mostró 77 obras en exposiciones de Londres entre 1796 y 1837.
- Malvarrosa
- Rosas de la naturaleza
- Dedalera de la naturaleza
- Flores y uvas
- Rosas y uvas
- Uvas y Fresas